# Piazza dei Martiri (Napoli)
Piazza dei Martiri è una piazza di Napoli, situata nella zona storica della città nel quartiere Chiaia, a breve distanza dal lungomare.

## Descrizione
Sorse intorno al XVII secolo, costituendo una delle prime espansioni verso ovest di una città alla quale per secoli fu vietato di estendersi al di fuori delle mura. La dominava la chiesa di Santa Maria a Cappella Nuova, che verrà demolita nel decennio francese perché pericolante. La chiesa diede il primo nome alla piazza: largo di Santa Maria a Cappella Nuova.

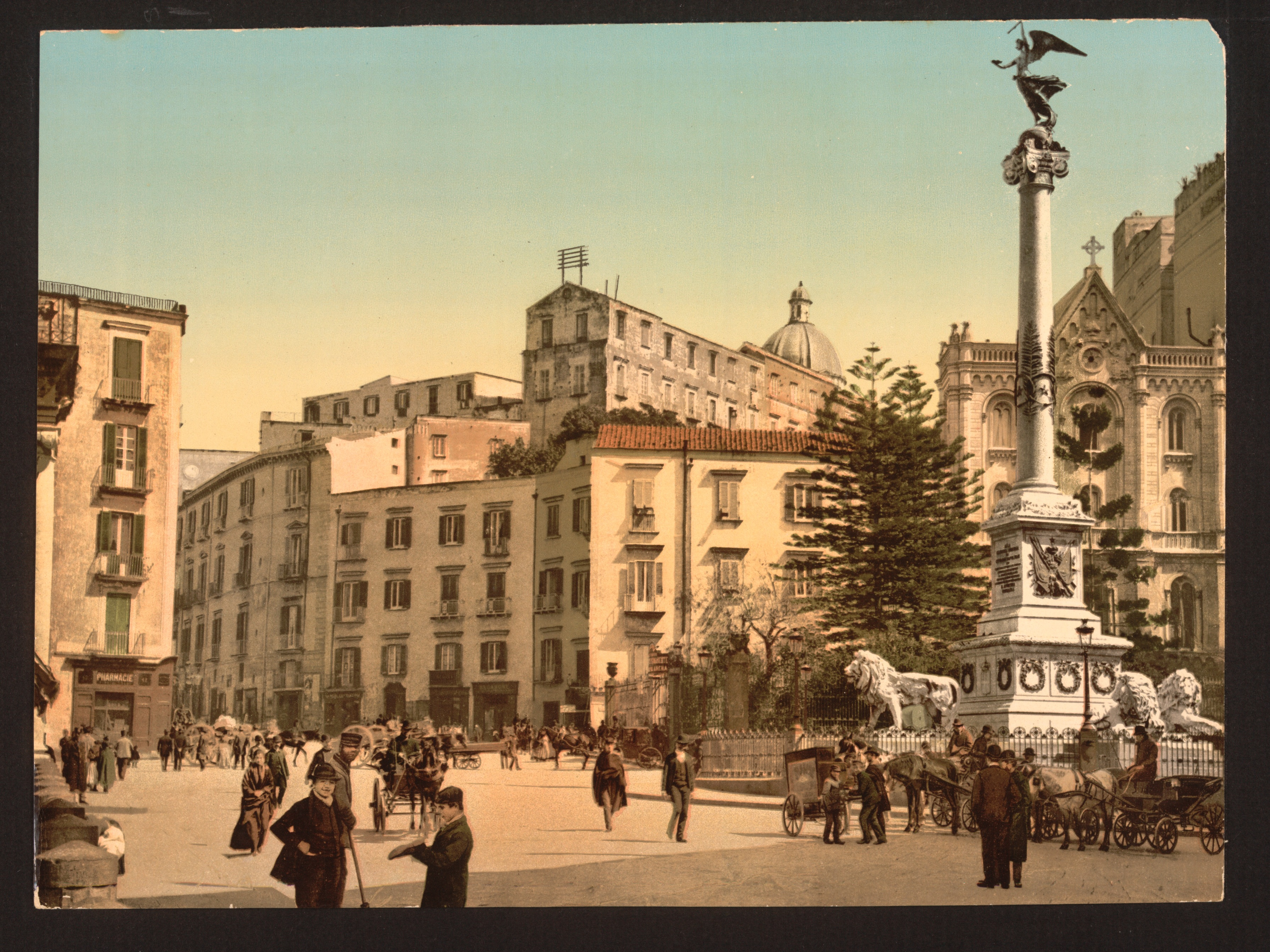
La piazza tra il 1890 e il 1900

Trovandosi in uno dei quartieri più ricchi della città, la piazza è considerata fra le più in. È dominata dalla colonna dedicata a tutti i napoletani caduti per la libertà durante la storia partenopea. Inizialmente era dedicata alla Pace perché voluta da Ferdinando II per la pace riconquistata dopo i moti del 1848. Fu realizzata da Luigi Catalani, ma fu modificata e abbellita grazie all'intervento di Errico Alvino, l'architetto che aprì nel 1853 la via della Pace (oggi via Domenico Morelli) e che costruì sulla stessa via Palazzo Nunziante.
Intorno all'obelisco sorgono tre palazzi monumentali, in particolare al civico 58 si trova Palazzo Partanna, realizzato da Mario Gioffredo e successivamente ristrutturato da Antonio Niccolini, che gli conferì forme neoclassiche, per Lucia Migliaccio, moglie morganatica di Fernando I di Borbone, mentre al civico 30 si trova Palazzo Calabritto, ristrutturato da Luigi Vanvitelli nella seconda metà del Settecento e infine vi è il già citato Palazzo Nunziante con il suo doppio ingresso su via Domenico Morelli.

### Il monumento aiMartiri napoletani
Il monumento posto al centro della piazza è costituito da una colonna che già esisteva nel periodo borbonico, quando la piazza prendeva il nome di piazza della Pace. Sulla sommità si erge una statua di Emanuele Caggiano che simboleggia la "virtù dei martiri" e che sostituì la precedente statua della Madonna della Pace.
Alla base vi sono quattro leoni ognuno dei quali rappresenta martiri napoletani di diverso periodo storico:
- il leone morente, opera di Antonio Busciolano, rappresenta i caduti della Repubblica Partenopea del 1799;
- il leone trafitto dalla spada, opera di Stanislao Lista, rappresenta i caduti carbonari del 1820;
- il leone sdraiato, opera di Pasquale Ricca, con lo statuto del 1848 sotto la zampa, rappresenta i caduti liberali del 1848;
- il leone in piedi (l'unico dei quattro), opera di Tommaso Solari, rappresenta i caduti garibaldini del 1860.

Proprio alle spalle del leone dedicato ai caduti relativi all'unità d'Italia, è posta una targa che recita queste parole: